# اچ‌ام‌اس برازن (۱۸۰۸)
اچ‌ام‌اس برازن (۱۸۰۸) (به انگلیسی: HMS Brazen (1808)) یک کشتی بود که طول آن ۱۱۰ فوت ۳ اینچ (۳۳٫۶ متر) بود. این کشتی در سال ۱۸۰۸ ساخته شد.